# Jeanne Macherez
Jeanne Macherez, de son nom de naissance, Jehanne Louise Virginie Wateau, née le 12 avril 1852 à Guise et morte le 9 décembre 1930 à Soissons, est une héroïne de la Première Guerre mondiale et la Mairesse de Soissons autoproclamée en 1914,,.

## Biographie

### Famille
Jehanne Wateau, naît à Guise, le 12 avril 1852. Elle est la fille d'exploitants agricoles, Valentine Dorigny et Virgile Wateau. Elle épouse à Tavaux-et-Pontséricourt, le 29 avril 1871, Alfred Macherez qui sera conseiller général, député et sénateur de l'Aisne. Le couple s'installe à Soissons. Alfred Macherez meurt le 1er juillet 1904,,.

### Engagement social
Jeanne Macherez est particulièrement investie dans des causes humanitaires. Elle crée la Goutte de lait qui se propose de venir en aide aux nourrissons. Elle assure la présidence pour la région de Soissons-Braine de l'Association des Dames françaises et est membre de la Croix-Rouge française,,.

### Première Guerre mondiale

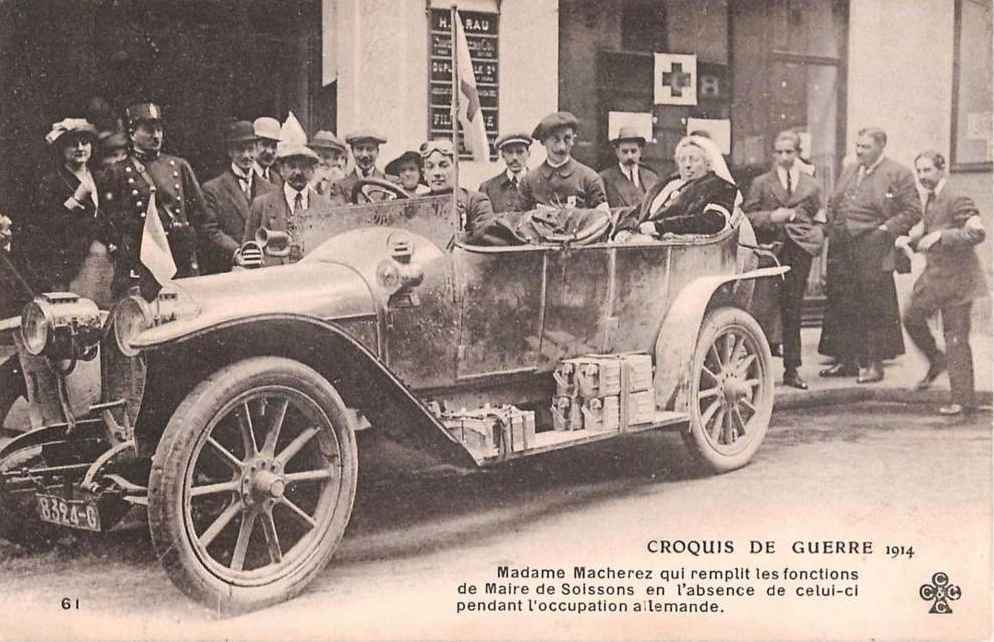
Madame Macherez qui remplit les fonctions de maire de Soissons en l'absence de celui-ci pendant l'occupation allemande (septembre 1914).

Lorsque la Première Guerre mondiale éclate, Jeanne Macherez, veuve, a 63 ans. Elle dirige l'Hôpital auxiliaire 201 qui dispose de dix ambulances. Le 31 août 1914, les Allemands entrent dans Saint-Quentin et le lendemain ils sont à Soissons. Un officier, en quête de ravitaillement, entre dans la ville. En tête, un groupe de civils français pris en otage pour constituer un bouclier humain. L'officier exige de parler au maire qui, il ne le sait pas, a abandonné son poste. Il menace : si le maire ne se donne pas à connaître, la ville sera mise à sac, incendiée. Jeanne Macherez sort alors du rang et lance : « Le maire ? C'est moi ! ». Pendant douze journées, elle est l'interlocutrice des Allemands. Elle négocie tout et parvient à minimiser les retombées néfastes de cette occupation et prémunir la région des exactions allemandes et des pillages en n'hésitant pas à lancer un « Si vous osez commettre cela, alors c’est que vous m’aurez fusillée avant ! ». Munie d'un laisser-passer allemand, elle veille, dans tous les endroits occupés par l'ennemi, à ce que les installations et la population ne pâtissent pas de la situation. Le 12 septembre 1914, à l'issue de la Première bataille de la Marne, les Allemands sont contraints à ne plus occuper que la rive droite de l'Aisne. Soissons est libérée. Jeanne Macherez reprend ses fonctions au sein de l'hôpital 201 au côté d'une Parisienne, Germaine Sellier, la Dame blanche de Soisson. Le préfet de l'Aisne, Robert Leullier nomme alors Georges Muzart à la mairie de Soissons. Le rôle tenu par Jeanne Macherez est encensé par les uns et minimisé par les autres. Elle ne revendique rien, observant seulement que ce sont les circonstances qui l'on amenée à tenir ce rôle,,.

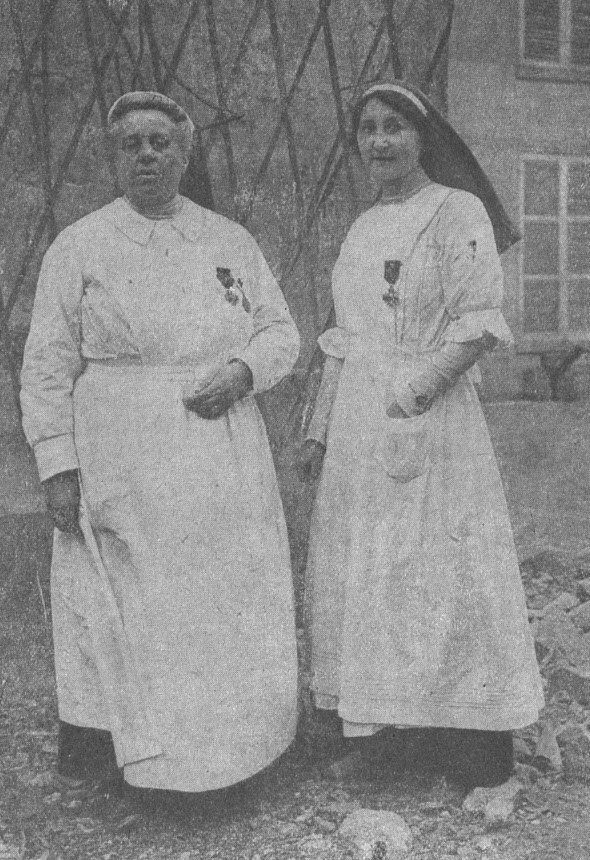
Jeanne Macherez et Germaine Sellier dans La Vie féminine (1919).

L'écrivain et journaliste Paul Ginisty dira d'elle le 23 septembre 1914 : 

« On a signalé déjà le beau et ferme courage de Mme Macherez... J'ai eu l'honneur de lui dire à la mairie, où, dans une pièce épargnée, elle s'est installée, l'admiration de ses concitoyens pour le dévouement dont elle avait fait et continue à faire preuve. Dès mon arrivée, j'avais entendu dans toutes les conversations, l'éloge de son énergie. En l'absence - pour employer un euphémisme - de la plupart des membres de la municipalité, elle a pris bravement toutes les responsabilités. [...] Au demeurant, elle se défend d'avoir joué ce rôle important. [...] Mme Macherez a été l'âme et le cerveau de Soissons en ces jours d'épreuve et de péril. »

## Décorations
- Le 3 juin 1916, Jeanne Macherez et Germaine Sellier reçoivent le Prix Audiffred de l'Académie des sciences morales et politiques[1]. Il est doté de 15 000 francs. Les deux femmes reçoivent aussi la Croix de guerre[7].
- En octobre 1920, elle est faite chevalier de la Légion d'honneur[3].

## Hommage
Le 20 décembre 1955 est inaugurée à Soissons, dans le quartier Saint-Crépin, une rue à son nom.